# Forsterina alticola
Forsterina alticola är en spindelart som först beskrevs av Lucien Berland 1924.  Forsterina alticola ingår i släktet Forsterina och familjen Desidae.
Artens utbredningsområde är Nya Kaledonien. Inga underarter finns listade i Catalogue of Life.